# ريميس نوتردام
ريميس نوتردام هي كومونا في منطقة وادي أوستا شمال غرب إيطاليا .

## جغرافية

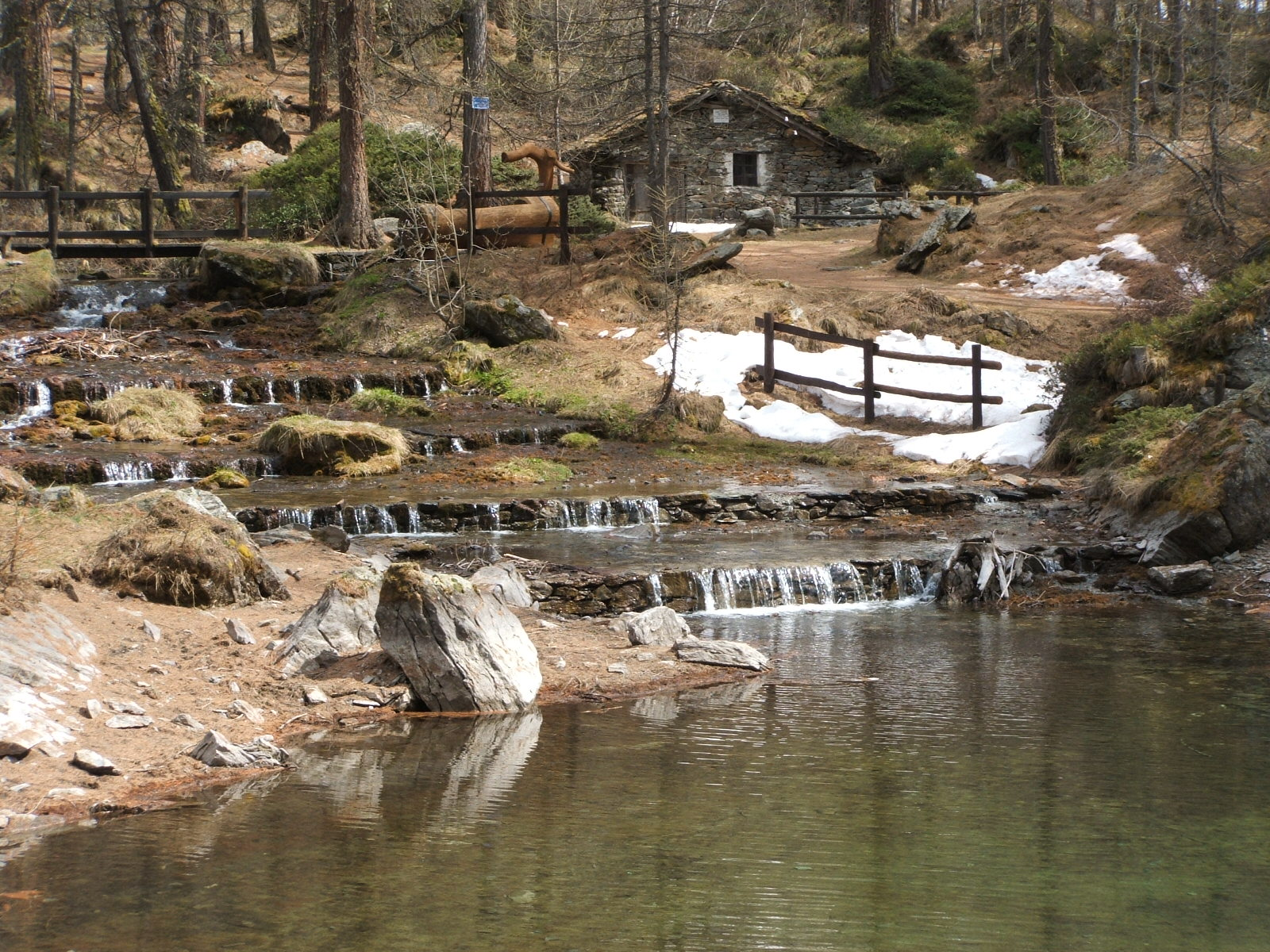
بحيرة بيلود

رايمز نوتردام هي قرية جبلية الواقعة في أعالي وادي رايمز. وهي جزء من حديقة غران باراديسو الوطنية .  وايضا محاطة بالجبال والأنهار الجليدية. وعلى الرغم من وجود بعض الفنادق والمنحدرات ، إلا أنها لا تزال مكانا طبيعيا بهيكل معماري ريفي.

## المناخ
وبسبب ارتفاعها ، يكون الشتاء باردًا ومثلجًا ، بينما يكون منعشًا في الصيف. و تتراوح درجات الحرارة كحد ادنى من −15 °م (5 °ف) خلال الشتاء وبحد أقصى من 22 إلى 23 °م (72 إلى 73 °ف) خلال الصيف. 

## الاقتصاد
ويعتمد اقتصاد رايمز نوتردام على التزلج خلال فصول الشتاء وركوب الدراجات الجبلية والرحلات خلال فصل الصيف. ومع ذلك، لا يزال هناك بعض الأنشطة الزراعية مثل تربية الماشية التي ميزت ماضي هذا المكان.

## المدن التوأم - المدن الشقيقة
متوأمة Rhêmes -Notre-Dame مع:
- Solarolo, Italy, since 1999